# Yo-Kai Watch Dance: Just Dance Special Version
Yo-Kai Watch Dance: Just Dance Special Edition (en japonés: 妖怪ウォッチダンス JUST DANCE スペシャルエディション) es un videojuego musical para Wii U lanzado únicamente en el mercado japonés. Fue lanzado en Japón el 5 de diciembre de 2015. Pertenece a la serie de videojuegos Just Dance, siendo además un crossover con la serie Yo-Kai Watch.

## Características
- Los Mojo Coins son reemplazados por monedas "JD", como en  Just Dance Wii U .
  - Se puede utilizar para jugar un "Gashapon" "minijuego", que se desbloqueara Avatares que representan personajes de la serie Yo-Kai Watch.
- Las estrellas son reemplazados con la cabeza de Jibanyan.
  - Cabezas de Varios Yo-Kai también aparecen cuando un movimiento de oro explota.
- Las letras no se resaltan en el juego.
- El juego tiene las canciones menor número de la serie, ya que sólo hay 10 canciones jugables en el juego. Debido a esto, el juego tiene actualmente un récord de tener la menor cantidad de canciones en la serie, superando a Just Dance: Summer Party/canciones extra, que tiene cerca de 23 canciones se pueden reproducir, y también Just Dance, que cuenta con 32 canciones jugables.
- Ocho canciones del juego se han encontrado en los archivos de Just Dance Unlimited.

## Lista de canciones
Yo-Kai Watch Dance: Just Dance Special Edition, cuenta con un total de 10 canciones.
| Canción                        | Artista                     | Año  | Modo          |
| ------------------------------ | --------------------------- | ---- | ------------- |
| "Geragerapō No Uta"            | King Cream Soda             | 2014 | Dance Crew    |
| "Yō-kai Taisō Dai-ichi"        | Dream5                      | 2013 | Dúo           |
| "Matsuribayashi de Geragerapō" | King Cream Soda             | 2014 | Solo (Angled) |
| "Hatsukoitōge de Geragerapō"   | King Cream Soda             | 2014 | Solo          |
| "Dan Dan Dubi Zubā!"           | Dream5 y Bully-Taichō       | 2014 | Dúo           |
| "Gerappo Dance Train"          | King Cream Soda             | 2015 | Dúo           |
| "Idol wa Ooh-Nya-Nya no Ken"   | NyaKB with Tsuchinoko Panda | 2015 | Solo          |
| "Yō-kai Taisō Dai-Ni"          | Dream 5                     | 2015 | Dúo           |
| "Jinsei Dramatic"              | King Cream Soda             | 2015 | Dúo           |
| "Uchū Dance!"                  | Cotori con Stitchbird       | 2015 | Dance Crew    |

- Datos: Q27500281